# 도플갱어쇼 별을 닮은 그대
《도플갱어쇼 별을 닮은 그대》는 채널A에서 방영되었던 예능 프로그램이다. 별처럼 빛나는 스타들을 꼭 빼닮은 도플갱어들 간에 벌어지는 치열한 1:1 대결 프로그램이다.

## MC
- 신동엽